# Stanford University
För andra betydelser, se Stanford.
Leland Stanford Junior University, vanligtvis känt som Stanford University, är ett privatfinansierat universitet intill Palo Alto i Kalifornien, USA. Det grundades 1 oktober 1891 med hjälp av en donation från 1885 från guvernören Leland Stanford och hans hustru Jane Eliza Lathrop till minne av deras 1884 avlidne son Leland Stanford, Jr. 
Stanford är ett av världens mest välrenommerade universitet och rankades 2018 på tredjeplats (efter Oxford och Cambridge), i Times Higher Educations ranking av världens främsta lärosäten . Bland fakultetsmedlemmar och alumner återfinns 16 Nobelpristagare, golfspelaren Tiger Woods, tennisspelarna John McEnroe, Bob och Mike Bryan, Japans premiärminister Yukio Hatoyama, Israels f.d. premiärminister Ehud Barak och USA:s f.d. president Herbert Hoover. Grundarna av HP (William Hewlett och David Packard), Google (Larry Page och Sergey Brin), och Yahoo! har också studerat här. 
Universitetet upplät mark till företag för att skapa nära kontakter mellan forskning och näringsliv, och i en företagspark Stanford Research Park, var en av de första i världen med inriktning mot högteknologi och bidrog till framväxten av Silicon Valley. Till universitetet hör också ett omfattande undervisningssjukhus av mycket hög klass.

## Idrott
De tävlar med 36 universitetslag i olika idrotter via deras idrottsförening Stanford Cardinal.

## Bilder

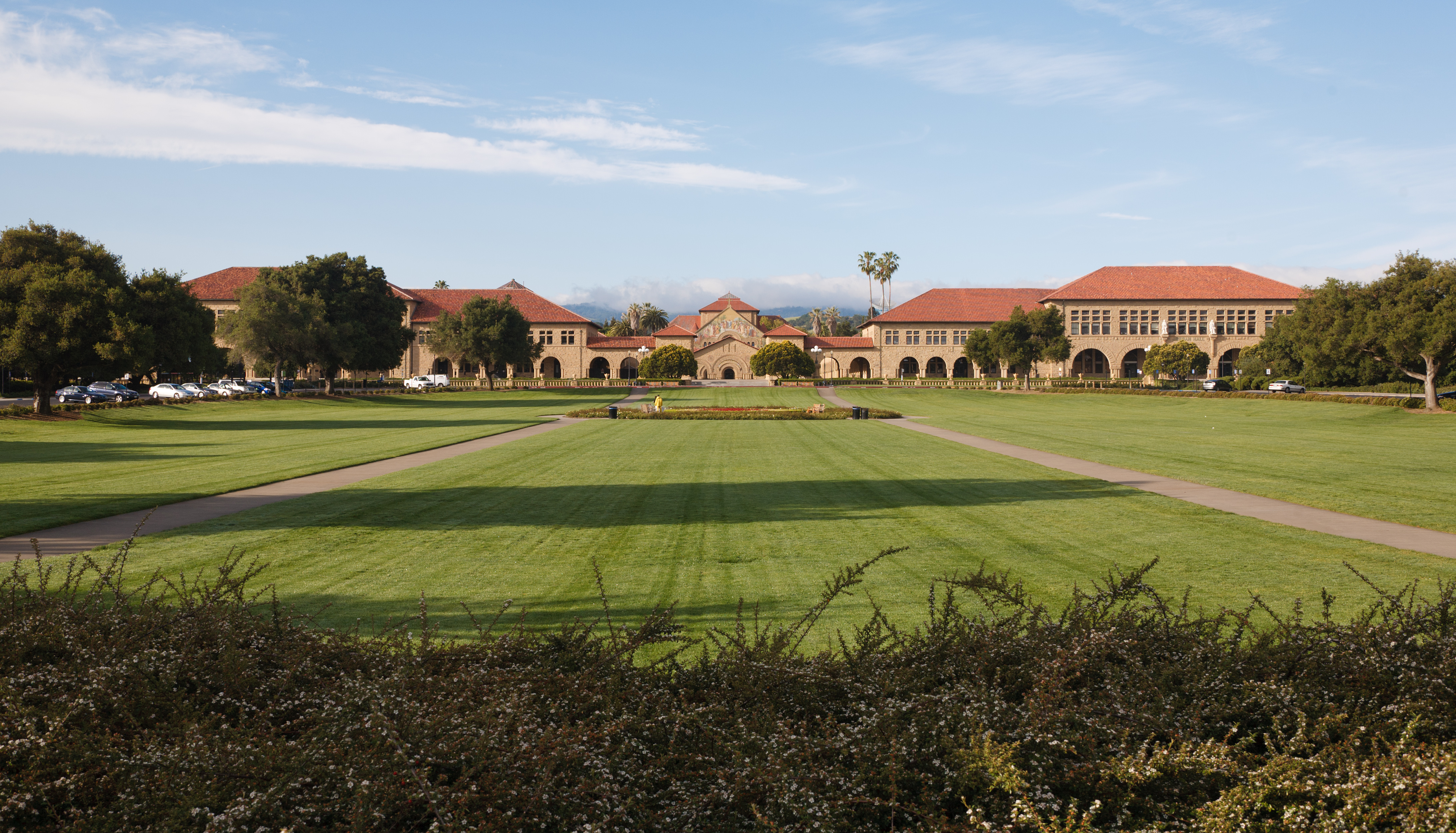
Huvudingången till Stanford University.
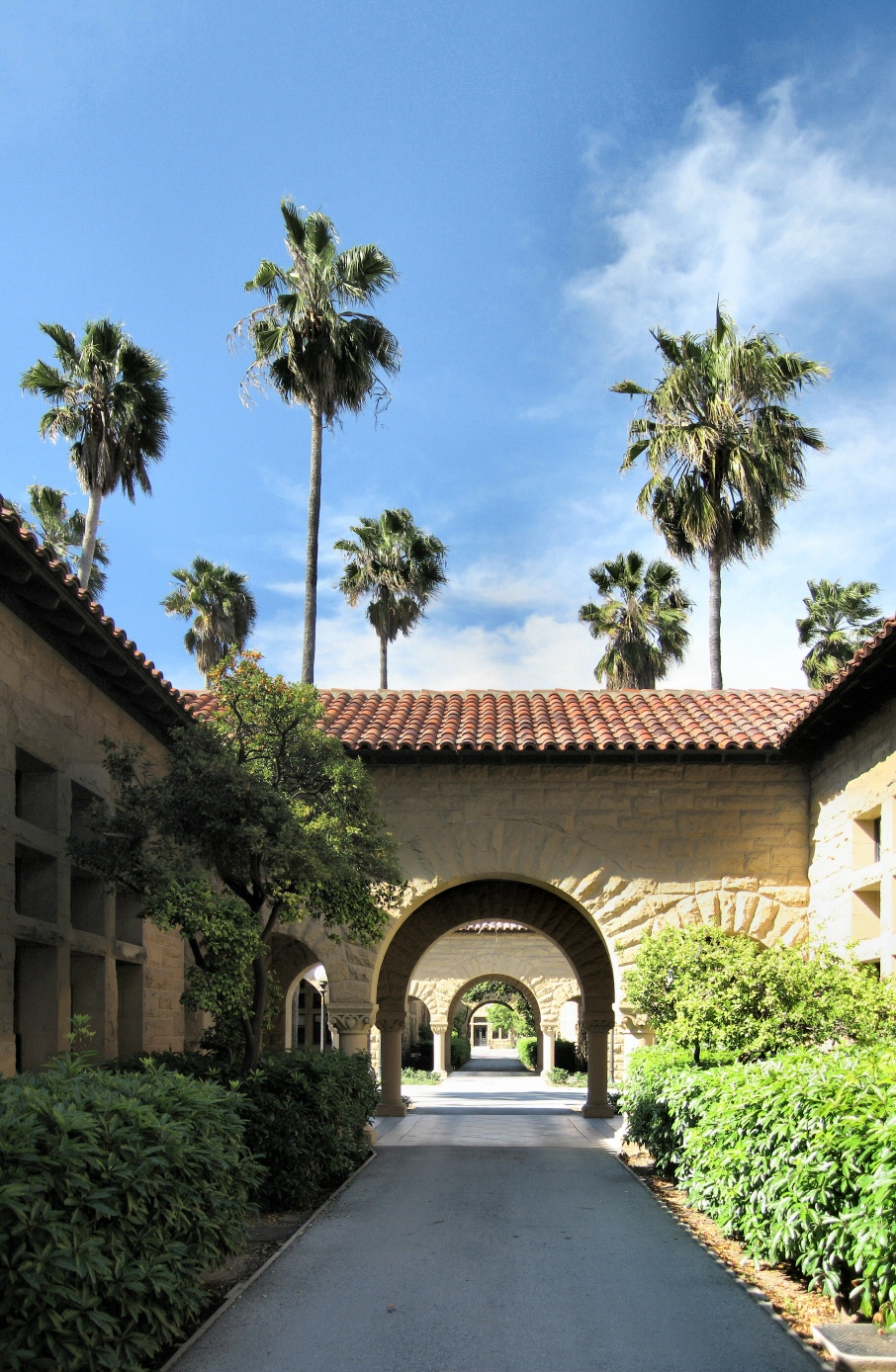
Gångstråk längs The Quadrangle (Quad).
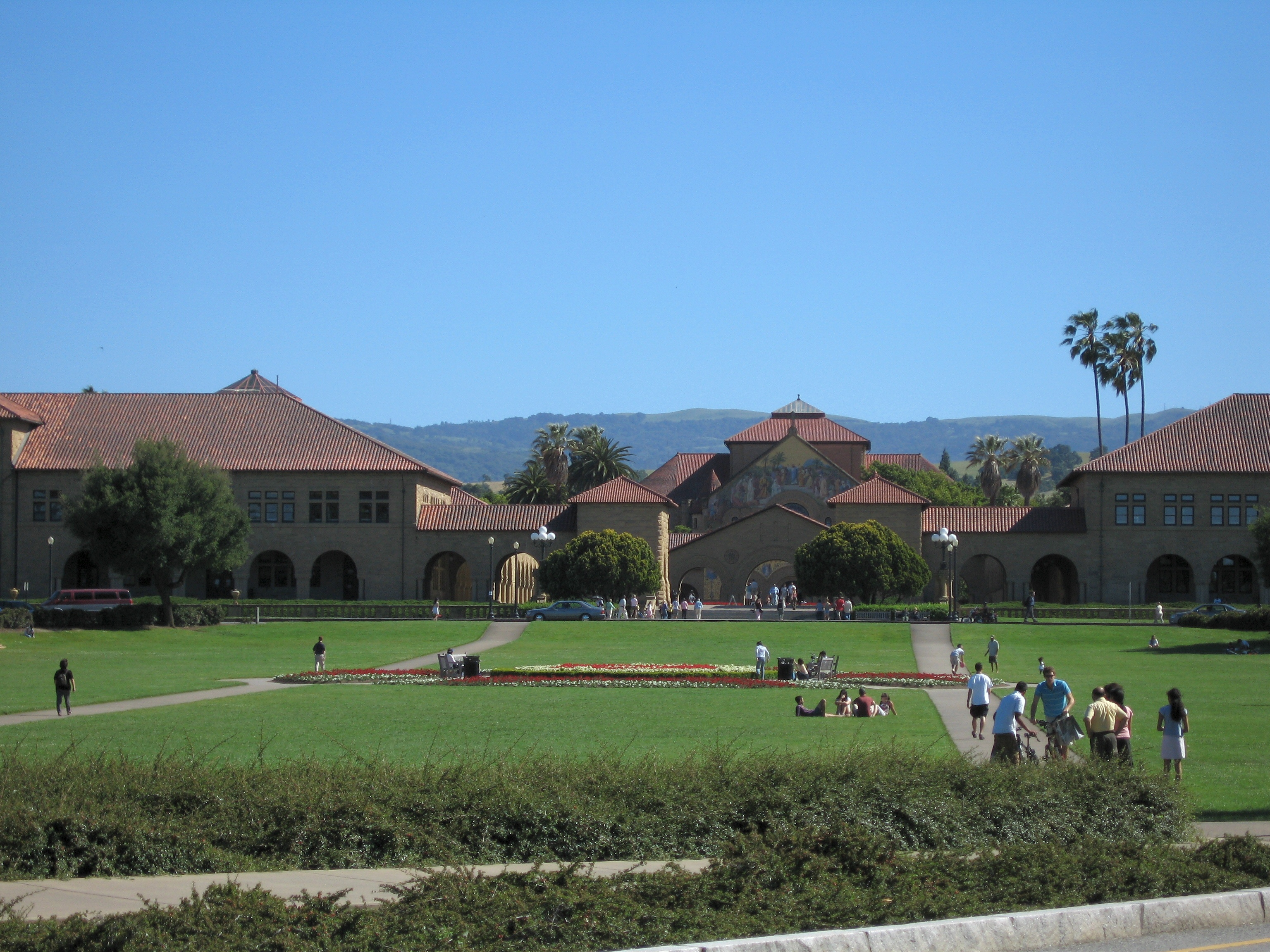
The Oval.
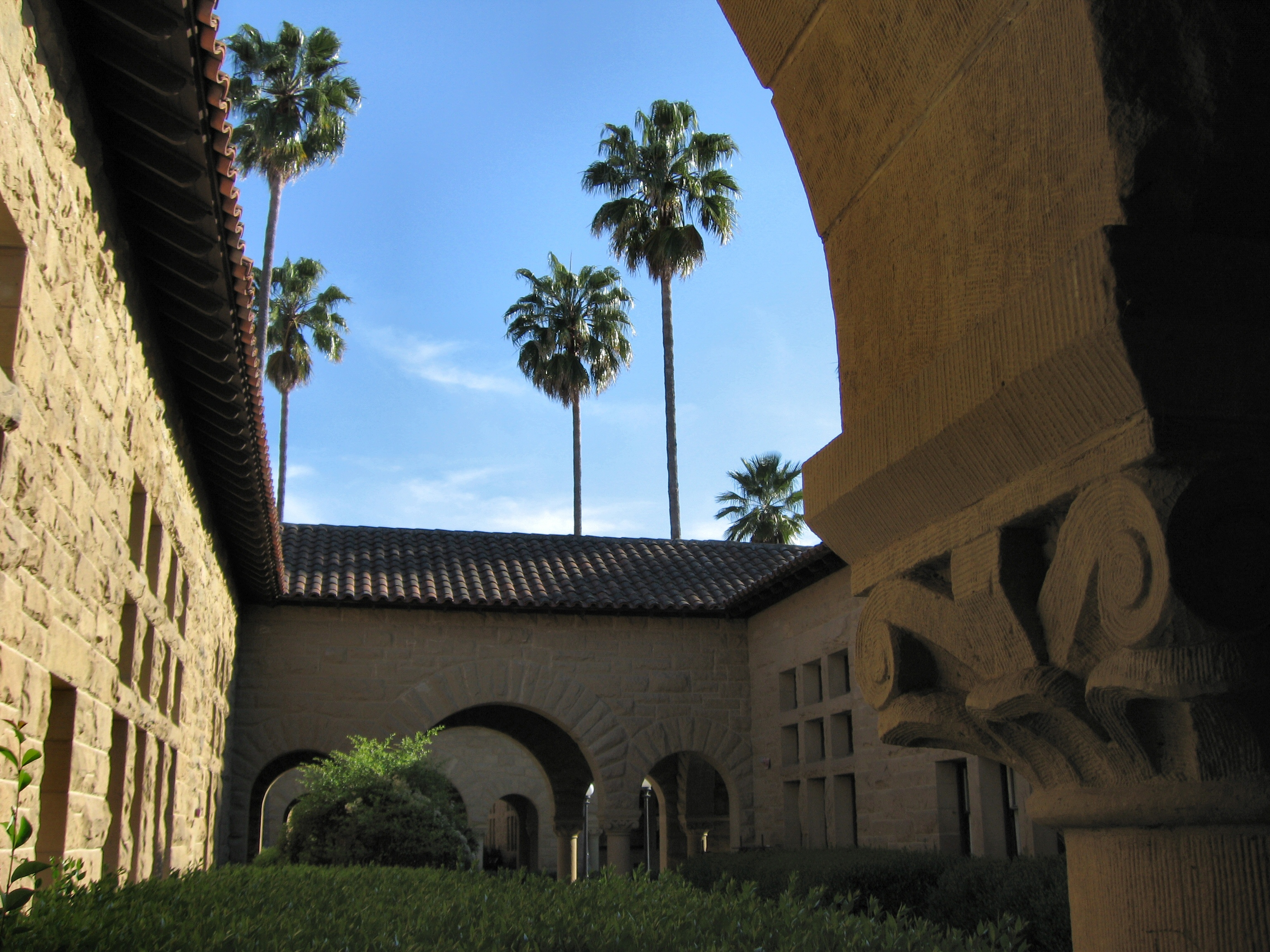
Valvbågar, The Quadrangle (Quad, som är byggd i spansk stil och bildar universitets centrum).